# Hochwanner (Ammergauer Alpen)
Der Hochwanner ist ein 2085 m ü. A. hoher Berg in den Ammergauer Alpen im österreichischen Bundesland Tirol. Innerhalb der Ammergauer Alpen gehört der Hochwanner zum Danielkamm und befindet sich im N-Grat des Daniels.

## Routen zum Gipfel
Der Normalweg auf den Hochwanner führt ab dem Meirtl-Joch (1983 m ü. A.) über den Südgrat (Trittspuren, Kletterstellen (I)). Bei Zugang aus Richtung Osten (AV-Weg 692 aus Ehrwald) kann man auch aus dem Bereich zwischen s Meirtl und Tormetzanger über einen steilen Grashang direkt auf den Gipfel aufsteigen (weglos). Auch aus dem Hebertal ist von der Oberen Neuweid-Alm ein direkter Aufstieg möglich (weglos, Schrofen, leichte Kletterei (I)).
Vom Hochwanner hat man eine umfassende Aussicht auf die Ammergauer Alpen vom Kramerspitz bis zum Säuling, auf das Estergebirge, die Soiernspitze, die Zugspitze und das Mieminger Gebirge. Der Hochwanner wird sehr selten begangen: das Gipfelbuch (Stand 2018) stammt von 1985.